# ستاتيستا
ستاتيستا (بالإنجليزية: Statista)‏ هي شركة ألمانية متخصصة في بيانات السوق والمستهلكين. وفقًا للشركة، تحتوي منصتها على أكثر من 1,000,000 إحصائية حول أكثر من 80,000 موضوع من أكثر من 22,500 مصدر و 170 صناعة مختلفة، وتدر إيرادات تبلغ حوالي 60 مليون يورو.
أطلق موقع deutsche-startups.de على Statista لقب "Start-up of the Year" في عام 2008 وفي نفس العام، كانت الشركة من بين الفائزين في مسابقة بدء التشغيل "Enable to Start"، التي رعتها فاينانشيال تايمز ألمانيا. في عام 2010، اختارت مبادرة "Deutschland - Land der Ideen" (ألمانيا - أرض الأفكار) Statista كواحدة من الفائزين في فئة «المعالم في أرض الأفكار 2010». وحصل على جائزة Red Herring الأوروبية. في عام 2012، تم ترشيح Statista لجائزة رواد الأعمال الألمان في فئة "Fast Climber"، وفي عام 2014، تم تسميتها كأفضل قاعدة بيانات من قبل Library Journal. في عام 2019، تم شراء Statista من قبل شركة الإعلانات Ströer Media.

## وصلات خارجية
- الموقع الرسمي